# Залазно
Залазно (рос. Залазно) — присілок Сафоновського району Смоленської області Росії. Входить до складу Беленінського сільського поселення.
Населення — 1 особа (2007 рік). 